# ESFP
ESFP (ang. Extravert, Sensing, Feeling, Perception, czyli Ekstrawersja, Poznanie, Odczuwanie, Obserwacja) – czteroliterowy kod określający jeden z szesnastu typów osobowości w MBTI (Myers-Briggs Type Indicator) oraz w innych jungowskich testach osobowości. Klasyfikacja MBTI została rozwinięta przez Isabel Briggs Myers i Katherine Cook Briggs w oparciu o wcześniejszą pracę psychiatry Carla Junga.
ESFP są osobami towarzyskimi, przyjaznymi i tolerancyjnymi. Kochają ludzi i uwielbiają nowe doświadczenia. Są żywiołowi i zabawni. Lubią być w centrum zainteresowania. Żyją chwilą teraźniejszą, starając się uczynić swoje życie ciekawym i ekscytującym.
ESFP posiadają bardzo dobrze rozwinięte umiejętności interpersonalne i w sytuacjach konfliktowych często pełnią rolę rozjemców. Łatwo się solidaryzują i okazują troskę o innych ludzi. Z reguły są ludźmi szczodrymi i serdecznymi. Są bardzo spostrzegawczy w relacjach międzyludzkich i nierzadko szybciej niż inni wyczuwają, gdy coś jest nie tak. Reagują, wychodząc naprzeciw potrzebie, i w serdeczny sposób wyrażając swoją troskę. Mogą nie być najlepszymi życiowymi doradcami, ponieważ nie lubią teoretyzować i planować, ale nie zawodzą, jeżeli chodzi o okazywanie troski w praktyczny sposób.
ESFP są bez wątpienia spontanicznymi i optymistycznymi ludźmi. Lubią dobrą zabawę. Gdy osoby tego typu rozwijają swoją zdolność do podejmowania decyzji w oparciu o racjonalny proces myślowy (a nie tylko odczucia), często skutek jest taki, że zaczynają większą wagę przykładać do natychmiastowego spełnienia aniżeli powinności i zobowiązania. Mogą też unikać rozważania długoterminowych skutków swoich decyzji.
Dla ESFP, cały świat jest jedną wielką sceną teatralną. Uwielbiają być w centrum i uwielbiają występować przed innymi. Ciągle odgrywają jakąś rolę, starając się zabawiać innych. Lubią działać pobudzająco na zmysły i są w tym bardzo dobrzy. Niczego nie pragnęliby bardziej, jak tylko żeby życie było nieustającą imprezą, na której oni pełnią rolę zabawnego i kochającego gospodarza.
ESFP kochają ludzi i wszyscy kochają ESFP. Jednym z ich największych darów jest ich bezwarunkowa akceptacja i tolerancyjność wobec innych ludzi. Są osobami entuzjastycznymi i szczerze lubią niemal wszystkich. ESFP nigdy nie zawodzą w okazywaniu ciepła i wielkoduszności wobec swoich przyjaciół, a jako takich traktują niemal wszystkich. ESFP potrafią jednak wyrobić sobie bardzo silne zdanie o osobie, która stanie przeciwko nim, i są wtedy zdolni do głębokiej antypatii.
Pod wpływem stresu ESFP często czują się przytłoczeni negatywnymi myślami. Ponieważ są ludźmi optymistycznymi, którzy żyją w świecie możliwości, starają się unikać myślenia w ten sposób. Chcąc zwalczyć te negatywne myśli, ESFP często uciekają się do prostych, uniwersalnych wytłumaczeń. Te proste wytłumaczenia mogą być mniej lub bardziej zgodne z prawdą, ale spełniają swoją rolę, pozwalając ESFP zapomnieć o problemie.
ESFP są z reguły bardzo praktycznymi ludźmi, pomimo że nienawidzą struktur i nienawidzą rutyny. Lubią rzucać się w wir wydarzeń, ufając swojej zdolności do improwizowania w każdej sytuacji. Uczą się najlepiej poprzez doświadczenie zamiast studiowanie suchej teorii. Teoretyzowanie nie jest ich mocną stroną. ESFP, którzy nie rozwinęli swojej zdolności do gromadzenia informacji w sposób intuicyjny (aniżeli tylko poznawczy), mogą unikać sytuacji wymagających teoretyzowania, sytuacji bardzo złożonych albo niejednoznacznych. Z tego powodu ESFP mają często trudności w szkole. Z drugiej strony uczą się bardzo szybko, gdy pozwala im się uczyć od innych albo poprzez próbowanie wszystkiego samemu.
ESFP bardzo wysoce cenią estetykę i piękno. Mają świetne poczucie zagospodarowania przestrzennego. Jeżeli mają ku temu środki, to często wchodzą w posiadanie wielu przedmiotów o wartości estetycznej, a ich domy są pięknie umeblowane. Lubią rzeczy bardziej wyrafinowane, takie jak dobre jedzenie albo dobre wino.
ESFP świetnie sprawdzają się w zespole. Rzadko narzekają albo robią problemy, a jednocześnie wytwarzają bardzo zabawną atmosferę. Mają możliwość odniesienia największego sukcesu w pracy, która pozwala im wykorzystywać ich świetne zdolności interpersonalne i zdolność do wprowadzania pomysłów w życie. Ponieważ lubią spontaniczność i nowe doświadczenia, wybierając karierę, powinni decydować się na zajęcia oferujące dużą różnorodność i wymagające kontaktów z innymi.
ESFP lubią nawiązywać zażyłe relacje z innymi. Ich relacje z małymi dziećmi i zwierzętami często cechuje zażyłość nieosiągalna dla innych typów osobowości. Bardzo cenią też piękno przyrody.
ESFP kochają życie i wiedzą, jak się dobrze bawić. Lubią wciągać w tę zabawę innych. Z reguły wszyscy lubią z nimi przebywać. Są elastyczni, szybko dostosowują się do każdej sytuacji. Szczerze się przejmują innymi, są ciepli i serdeczni. Mają niezwykłą umiejętność czynienia ze wszystkiego dobrej zabawy, ale muszą uważać na pułapki, związane z życiem tylko i wyłącznie chwilą obecną.